# شرطي العالم
شرطي العالم هو مصطلح غير رسمي لدولة تسعى أو تدعي الهيمنة العالمية وتزعم الحق في التدخل في الدول الأخرى. تم اطلاق المصطلح في البداية على المملكة المتحدة، ثم صار يطلق منذ عام 1945، على الولايات المتحدة. ومع ذلك، فإن المصطلحين الهيمنة وشرطي العالم ليسا متطابقين في المعنى. يعرّف المصطلح الأول القدرة على الهيمنة في أي مكان على وجه الأرض، في حين أن المصطلح الأخير قد يشمل أيضًا مناطق صغيرة أو كبيرة خارج السيطرة، إلى جانب المراقبة ومحاولات الإنفاذ، لكنه لا يحدد أي مستوى من الفعالية.
في السنوات الأخيرة، كانت هناك تكهنات بأن الصين تسعى لتولي هذا الدور حيث إنها تمد يدها للسيطرة على ممرات الشحن وحماية عمالها ومصالحها في الخارج.

## في القانون الدولي
لا يوجد اعتراف رسمي بهذا الموقف. جميع الدول متساوية في القانون الدولي نظريًا. إن مبدأ لا سيادة للند على نده"، الذي لا يُوجد سلطة بين أنداد، هو المبدأ المطبق، مع أن بعض الدول في الواقع أقوى نسبيًا من غيرها. الدول "خالدة" ولا يمكن اتهامها.

## مقارنة مع شرطة الدولة
داخل الدول، يقيد القانون ويحد من السلطة؛ لكن بين الدول، العكس هو الصحيح.
تشمل مبادئ بيليان للشرطة: واجب منع الجريمة، والحفاظ على السلام ودعم القانون، بموافقة الجمهور، وباستخدام الحد الأدنى من القوة وضبط النفس؛ التصرف بنزاهة؛ وعدم اغتصاب سلطات القضاء. المعيار الأخير يتطلب افتراض البراءة. يتم تعيين المرشحين للتجنيد والترقية في الشرطة على أساس الجدارة، في حين أن «الشرطي العالمي» هو الذي يعيّن نفسه بنفسه لعدم وجود أفضل، faute de mieux.
داخل الدول، يكون احتكار العنف هو القاعدة؛ قد تحمل الشرطة أسلحة، لكن قلة أخرى تفعل ذلك (الولايات المتحدة هي استثناء، مما دفع تشارلز لان إلى التساؤل عما إذا كانت «دولة حقًا») على الصعيد الدولي، فإن «الشرطي العالمي» ليس سوى دولة واحدة مدججة بالسلاح من بين مئتي دولة آخرى.
إن إضفاء دور «شرطي العالم» على أي دولة توسعية ذات مصلحة ذاتية يعني تعارضًا في المصالح. يمكن أن تشن الدول الحرب بأقصى قوة؛ وتنخرط في مبيعات الأسلحة؛ وتشكل تحالفات وبالتالي تفتقر إلى الحياد.

## التاريخ
بذلت المملكة المتحدة جهودًا لإنهاء تجارة الرقيق عبر سرب غرب أفريقيا في عام 1827، تدخلت بريطانيا، بالاشتراك مع فرنسا وروسيا، في حرب الاستقلال اليونانية، ودمرت الأسطول التركي في معركة نافارين. في عام 1854، منعت بريطانيا، بالاشتراك مع فرنسا، روسيا من تدمير الدولة العثمانية. اضطرت روسيا إلى الانسحاب من مولدافيا ووالاشيا، وكانت سيفاستوبول محاصرةً في حرب القرم.
من عام 1914 إلى عام 1945، لم تكن هناك دولة واحدة مهيمنة، رغم بداية تراجع قوة بريطانيا، التي ما زالت تلعب دورًا عالميًا رائدًا، حيث ظهرت قوى صاعدة مثل الولايات المتحدة، وإمبراطورية اليابان، وبعد ذلك ألمانيا النازية والاتحاد السوفيتي. وفي عصر تعدد الأقطاب وتشتت المسؤولية، نشأ دكتاتوريون فاشيون وغرقت أوروبا في حربين عالميتين. إن التحدي الألماني الاستبدادي لبريطانيا الديمقراطية آنذاك، يمكن مقارنته الآن بالتحدي الاستبدادي الصيني لأمريكا الديمقراطية، وفقًا لريتشارد جي إيفانز.
بين عامي 1945 و1990، سيطر الاتحاد السوفيتي والولايات المتحدة على التجارة العالمية فيما عُرف بالحرب الباردة.
وعد مبدأ ترومان لعام 1947 بتقديم المساعدة للحلفاء المناهضين للشيوعية، فقد «أُلغي حق الحياد... [الذي] قد كان حقبة سياسة عدوانية في زمن السلم والتي شكلت بداية دور أمريكا كشرطي للعالم». منذ نهاية الحرب الباردة صار «العدو هو الإرهاب وليس الشيوعية». ولكن بعد تدخل كارثي في الصومال عام 1993، كانت الولايات المتحدة مترددة في التدخل الإنساني في البوسنة ورواندا.
كان غزو العراق قادته الولايات المتحدة، وهو رسميًا مهمة شرطية للعثور على سلاح دمار شامل، وفقًا للبعض، غطاءً غير قانوني لدوافع خفية وغير أخلاقية منها: الحاجة إلى تأمين القواعد الإقليمية الأمريكية، وإمدادات النفط، وولاء الحلفاء المهمين.
منذ ذلك الحين، أثيرت شكوك جدية حول صلاحية التدخل الأمريكي في الخارج وزعزعة الاستقرار في العراق وليبيا وسوريا. مع تقدم القرن الحادي والعشرين، صارت أخلاقيات الشرطة العالمية نفسها موضع تساؤل متزايد، مع الخسارة الحتمية لتقرير المصير من قبل الدول التي يحدث فيها التدخل. علاوة على ذلك، ومع ظهور التهديدات غير الحكومية للأمن العالمي، أصبحت التبريرات القانونية السابقة مثل «قوانين الحرب» العامة محل اختصاص قضائي مشكوك فيه.